# Giardino Esperia
Il giardino botanico alpino "Esperia" del CAI sezione di Modena, è situato a passo del Lupo nel comune di Sestola a 1.500 m di quota, ai piedi del monte Cimone. Viene classificato tra i giardini alpini appartenenti all'orizzonte montano superiore. Fa parte del Gruppo di lavoro per gli orti botanici e i giardini storici della Società botanica italiana e dell'Associazione internazionale giardini botanici alpini.
Nato nel 1980, oltre alla flora appenninica spontanea, nei suoi 3 ettari il giardino botanico accoglie in 32 aiuole opportunamente predisposte molte specie di piante alpine provenienti dalle Alpi e dall'orto botanico dell'Università di Modena. Al suo interno comprende una faggeta e un laghetto, e alcuni corsi d'acqua attorno ai quali crescono le specie degli ambienti umidi altomontani. Nel giardino Esperia viene conservato anche un erbario e una fototeca con la raccolta fotografica delle specie presenti.
Il giardino si trova all'interno del parco del Frignano.